# كوني هوك
كوني هوك Konnie Huq (من مواليد 17 يوليو 1975) هي مقدمة برامج تلفزيونية وإذاعية بريطانية، وكاتبة سيناريو، ومؤلفة كتب أطفال. أصبحت المقدمة الأطول خدمة لبرنامج الأطفال البريطاني بلو بيتر، حيث قدمته من 1997 إلى 2008. كما كانت مقدمة وضيفة في برامج مثل موسم 2010 من The Xtra Factor على قناة ITV2.
شاركت في كتابة حلقة "خمسة عشر مليون ميزة" من مسلسل بلاك ميرور مع زوجها تشارلي بروكر. نُشر كتابها للأطفال Cookie and the Most Annoying Boy in the World في عام 2019، وتبعته في عام 2020 بكتاب Cookie and the Most Annoying Girl in the World، إلى جانب كتابها الثالث للأطفال، Fearless Fairy Tales.

## الحياة المبكرة
وُلدت كاناك آشا هوك في منطقة هامرسميث في لندن بتاريخ 17 يوليو 1975، وهي ابنة والدين مسلمين هاجرا من بابنا، بنغلاديش  ، في الستينيات. نشأت في منطقة إيلينغ في لندن مع شقيقتيها الأكبر سناً، نوتون، وروبا، التي أصبحت لاحقًا سياسية في حزب العمال. التحقت بمدرسة نوتينغ هيل وإيلينغ الثانوية وحصلت على تسع شهادات GCSE، ثم حصلت على مستويات A في الكيمياء والرياضيات والفيزياء. درست لاحقًا الاقتصاد في كلية روبنسون، جامعة كامبريدج، وتخرجت بدرجة 2:1.